# New Corella, Davao del Norte

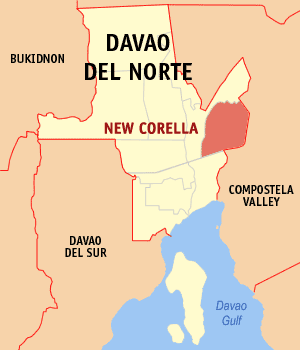
Bản đồ của Davao del Norte với vị trí của New Corella

New Corella là một đô thị hạng 3 ở tỉnh Davao del Norte, Philippines. Theo điều tra dân số năm 2000, đô thị này có dân số 44.593 người trong 8.683 hộ.

## Các đơn vị hành chính
New Corella được chia thành 20 barangay.
| - Cabidianan - Carcor - Del Monte - Del Pilar - El Salvador - Limba-an - Macgum - Mambing - Mesaoy - New Bohol | - New Cortez - New Sambog - Patrocenio - Poblacion - San Roque - Santa Cruz - Santa Fe - Santo Niño - Suawon - San Jose |